# Čimický háj
Čimický háj je parkově upravený smíšený les, který se rozkládá v Praze mezi městskými čtvrtěmi Bohnice, Kobylisy a Čimice. Severovýchodně od Čimického háje leží přírodní památka Ládví, jihozápadně pak přírodní památka Velká skála.

## Popis
Čimický háj je nástupcem původního dubohabrového lesa zvaného Temeliště. Ten původně spadal pod velkostatek v Libni, později patřil k zemědělskému velkostatku v Bohnicích. Současná podoba je zčásti dána výsadbami z přelomu 19. a 20. století. Ze stromů jsou zastoupeny především duby, lípy a modříny.

## Využití a zajímavá místa
V současnosti je areál doplněn mimo jiné řadou objektů určených k rekreaci a odpočinku. Nechybí dřevěný přístřešek (altán), lavičky, dětské hřiště a mobilní WC. Hájem procházejí asfaltové i přírodní cesty, u významných objektů jsou umístěné informační tabule.
Ze zajímavých míst lze jmenovat Čimickou hájovnu a dva památné stromy – dub u hájovny (nejstarší ze stromů v areálu) a dub za hájovnou (druhý nejstarší).
V oblasti Čimického háje aktivně působí spolek Čimis z.s. (dříve Vědomý dotek z.s.). Jeho představitelem je Martin Rezek. Dne 22. října 2017 byla za účasti představitelů městské části Praha 8 otevřena naučná stezka Čimický háj, kterou tento spolek vybudoval, a 23. září 2017 byla v rámci akce dobrovolného úklidu pořádané spolkem odhalena dřevěná socha skřítka Čimíska od autorky Kristýny Kužvartové.[nenalezeno v uvedeném zdroji]